# Pontus Stierna
Lars Eric Pontus Stierna, född 28 juni 1951, död 6 november 2020, var en svensk läkare och professor vid Karolinska institutet.
Stierna växte upp i Saltsjöbaden och tog studenten vid Saltsjöbadens samskola. Han tog en odont.kand. 1973 vid Karolinska institutet, och läkarexamen vid samma säte 1978. Stierna specialiserade sig på öron-, näs- och halssjukdomar, och doktorerade i ämnet 1988. Han fick en professur vid Karolinska institutet 2003, kombinerad med en överläkartjänst på Huddinge sjukhus.